# Michael J. Adams

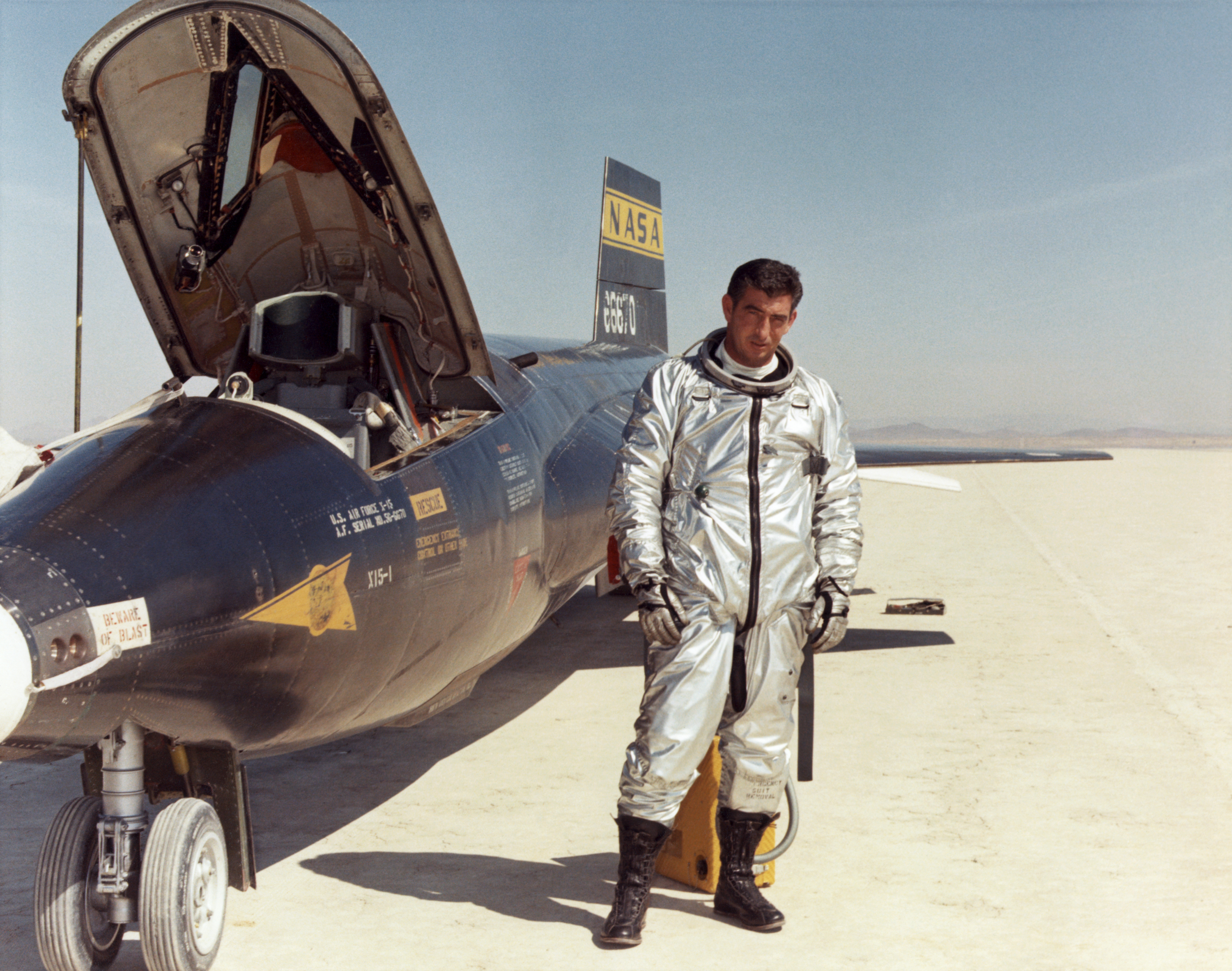
Michael J. Adams en een X-15 in maart 1967

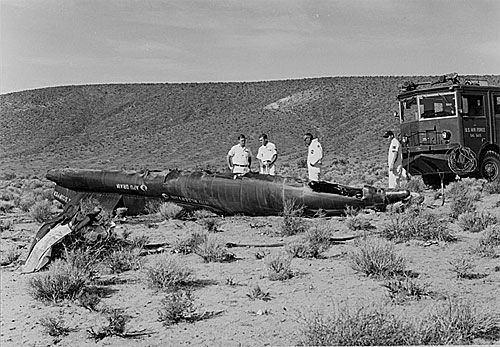
Brandweerlieden bekijken het wrak van de X-15.

Michael James Adams (5 mei 1930 – 15 november 1967) was een Amerikaans piloot en USAF-astronaut. Bij zijn zevende vlucht in de X-15 op 15 november 1967 kwam hij om het leven. De X-15 met vluchtnummer 191 kwam bij terugkomst in de atmosfeer in een spin terecht. Op een hoogte van ongeveer 20 km kon het toestel de extreme g-krachten niet meer aan en brak in stukken.